# Моє життя в Ісекаї
«Моє життя в Ісекаї: Віднайшовши своє покликання, він став непереможним» (яп. 転生賢者の異世界ライフ 〜第二の職業を得て、世界最強になりました〜, Tensei Kenja no Isekai Raifu ~Daini no Shokugyō o Ete, Sekai Saikyō ni Narimashita~), або просто «Моє життя в Ісекаї» — японська серія ранобе, написана Шінкошьото та проілюстрована Фукою Казабаною. Серіалізація розпочалася у жовтні 2017 року на користувацькому веб-сайті Shōsetsuka ni Narō, де публікуються романи.
З липня 2018 року випускається манга в онлайн-журналі Manga Up! видавництва Square Enix. В Україні офіційно ліцензована видавництвом Lantsuta. Аніме-адаптація від студії Revoroot транслювалася з липня по вересень 2022 року.

## Сюжет
Працюючи вдома після роботи Юджі Сано отримує дивне повідомлення, в якому йдеться про те, що його викликають в ісекай! Перш ніж Юджі встигає щось зрозуміти, він опиняється в ігровому світі, підпорядкованому статусам і скілам. Після того, як йому вдається подолати слаймів, Юджі отримує статус Приборкувача монстрів. А за допомогою слаймів і сил чарівної книги, Юджі навчається магії та отримує новий клас персонажа! У супроводі слаймів, Юджі розпочинає найцікавішу пригодницьку історію в жанрі ісекай! Як Юджі використовуватиме свою силу тепер, коли він наймогутніший мудрець, якого коли-небудь знав цей світ?!

## Медіа

### Ранобе
Ранобе написано Шінкошьото з ілюстраціями від Фуки Казабани. Спочатку випускалося онлайн на сайті Shōsetsuka ni Narō з жовтня 2017 року. SB Creative опублікував перший друкований роман під своїм лейблом GA Novel 15 травня 2018 року. Станом на вересень 2024 року вийшло шістнадцять томів. 

### Манґа
Адаптація у вигляді манґи, проілюстрована Пондже, розпочала серіалізацію на сайті Manga Up! видавництва Square Enix веб-сайт з 29 липня 2018 року. Перший том був випущений 13 вересня 2018 року. Станом на листопад 2024 року вийшло двадцять шість томів. 
У 2024 року було анонсовано публікацію манґи українською мовою видавництвом Lantsuta. Випуск першого тому відбудеться навесні 2025 року.

### Аніме
31 січня 2021 року під час прямої трансляції заходу «GA Fes 2021» було анонсовано аніме-телесеріал виробництва студії Revoroot. Його режисером є Кейсуке Коджіма, а Коджіма та Норіхіто Сайтама виступають дизайнерами персонажів. Кійотака Сузукі виступає асистентом режисера, сценарій написав Наохіро Фукусіма, а музику написав Джін із Busted Rose. Серіал транслювався з 4 липня по 12 вересня 2022 року на AT-X, Tokyo MX, BS NTV і BS Fuji, причому перші дві серії транслювалися одна за одною/ Початковою темою є «Mujikaku no Tensai» гурту Non Stop Rabbit, а завершальною темою є «Gohan da yo! Dadadadan!!» у виконанні Хікару Тоно, Май Канно, Харуна Мікава, Еріса Куон, Нічіка Оморі та Міхару Ханаї під назвою Surachanzu△. Ліцензію на серіал має компанія Sentai Filmworks.

### Відеогра
Онлайн-відеогра MMORPG, розроблена CTW Inc., була випущена 4 липня 2022 року.